# Mohiniyattam

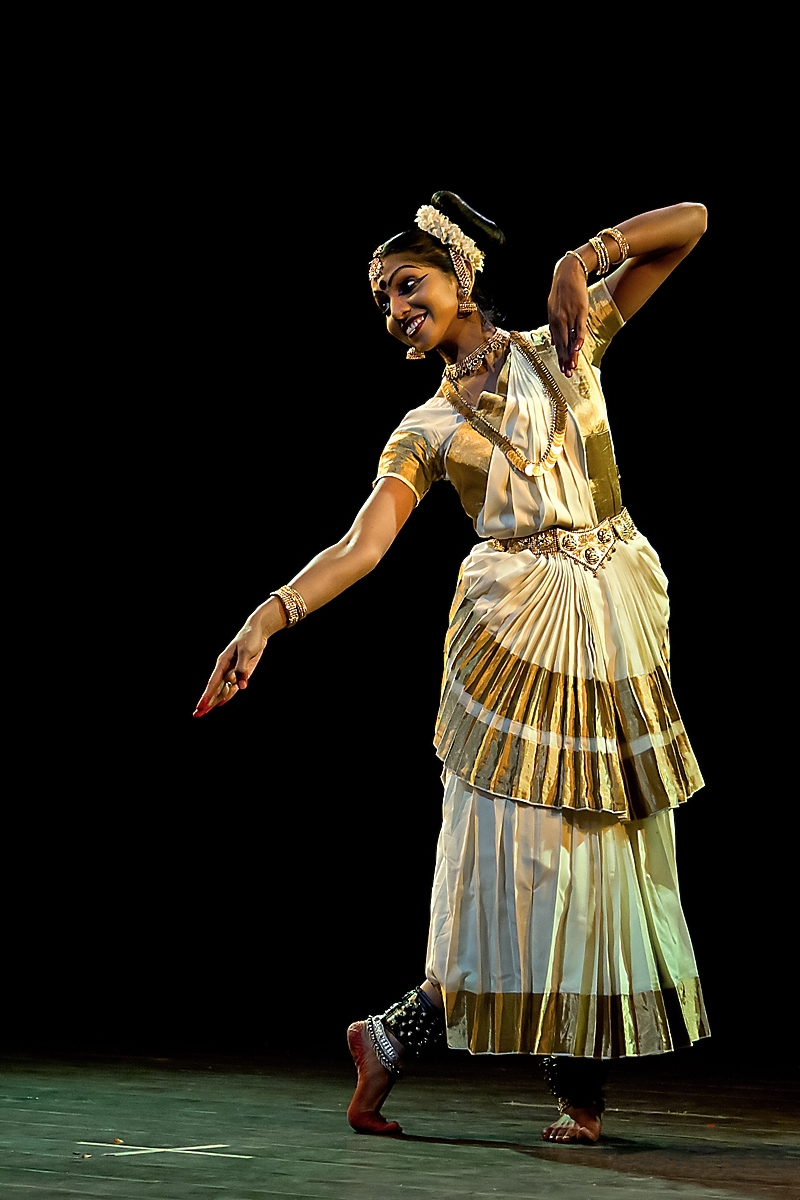
Mohiniyattam-Tänzerin

Mohiniyattam oder Mohiniattam ist ein klassischer indischer Tanzstil des südindischen Bundesstaates Kerala. Der Tanz bezieht sich auf die Legende um die göttliche Verführerin Mohini.
Ursprünglich wurde dieser Tanz nur von Frauen der Nayar-Kaste aufgeführt.
Es handelt sich beim Mohiniyattam um einen von Frauen getanzten Solotanz, der in seiner Tanzform dem Kathakali ähnelt. Jedoch ist dieser Tanz volkstümlicher, die Aufführungen sind kürzer und es wird die Malayalam-Sprache verwendet. Zudem sind die Kostüme weniger schmuckreich, die Tänzerin trägt nur einen einfachen Sari mit Bluse und das Make-up ist auch reduzierter. In Gestik, Mimik und den Tanzbewegungen liegt aber eine weitgehende Übereinstimmung mit dem Kathakali vor, obwohl der Mohiniyattam weniger stilisiert und systematisiert ist.
Mohiniyattam stammt von den Traditionen der Tempeltänzerinnen ab, die ab dem 9. Jahrhundert auch in Kerala auftraten. Es handelt sich jedoch beim Mohiniyattam mehr um einen höfischen Tanz, als um in Tempeln dargebotene Tänze. Durch den Machtverlust der Fürsten und Könige war dieser Tanzstil fast in Vergessenheit geraten, einer der wenigen, der diesen Tanz noch lehrte, war der Tanzmeister Vallatol Menon in Kerala, der ihm zu einer Renaissance verhalf.
Eine der derzeit weltweit führenden Mohiniyattam-Tänzerinnen ist Dr. Deepti Omchery Bhalla, die 2007 mit dem Sangeet Natak Akademi Award, einem Preis der indischen National Academy of Music, Dance & Drama, ausgezeichnet wurde.